# Guido Burgstaller
Guido Burgstaller (Villach, 1989. április 29. –) osztrák válogatott labdarúgó, a Rapid Wien játékosa.

## Pályafutása

### Klubcsapatokban
Az ASKÖ Gmünd és a Kärnten korosztályos csapataiban nevelkedett, majd utóbbiban lett profi labdarúgó. 2008 és 2011 között a Wiener Neustadt csapatát erősítette. 2011 áprilisában jelentette be a Rapid Wien, hogy három évre szerződtette. Szeptember 21-én mutatkozott be a kupában az ASK Bad Vöslau ellen 4–1-re megnyert találkozón. Október 1-jén a bajnokságban is debütált az Admira Wacker Mödling ellen 4–3-ra elvesztett találkozón. 2014. május 23-án három évre szerződtette a Cardiff City csapata. Augusztus 8-án a Blackburn Rovers ellen mutatkozott be Kenwyne Jones cseréjeként. Augusztus 13-án góllal debütált a ligakupában a Coventry City ellen 2–1-re megnyert mérkőzésen. 2015. január 26-án közösmegegyezéssel távozott a klubtól. Négynappal később aláírt a német Nürnberg csapatához. Február 8-án az FSV Frankfurt elleni bajnoki mérkőzésen az 58. percben Jakub Sylvestr cseréjeként debütált. Február 28-án szerezte meg az első bajnoki gólját a Karlsruher ellen 1–1-re végződő találkozón. A 2016–17-es szezonban 18 tétmérkőzésen 14 gólt szerzett a téli átigazolási időszakig.
2017. január 12-én a Schalke 04 2020. június 30-ig szerződtette. Január 21-én góllal mutatkozott be a Bundesligában az Ingolstadt ellen. Ezt követően a bajnokságban háromszor is duplázott. 2018 novemberében további kétévvel meghosszabbították a szerződését. 2020 szeptemberében elhagyta a klubot és a St. Paulihoz igazolt háromévre. Borisz Tascsi és Simon Makienok sérülése miatt szerződtették, mivel a klub két támadót is elvesztett. Október 2-án a Sandhausen ellen debütált. Rövid időn belül ő is megsérült.
2022 júniusában kétévre aláírt korábbi csapatához a Rapid Wienhez. 2022. október 26-án mesterhármast szerzett a TSV Hartberg ellen 5–1-re megnyert bajnoki mérkőzésen. A szezon során folyamatosan lőtte a gólokat, míg végül a 30. fordulóban a LASK Linz ellen élre állt a góllövőlistán, majd végül 21 góllal meg is nyerte.

### A válogatottban
Többszörös korosztályos válogatott. 2011 júniusában kapott először meghívót a felnőtt válogatottba Lettország elleni barátságos mérkőzésre, amelyen a kispadon kapott lehetőséget. 2012. február 29-én debütált Finnország ellen 3–1-re megnyert mérkőzésen Andreas Ivanschitz cseréejként. 2017. október 6-án szerezte meg az első felnőtt válogatott gólját Szerbia ellen a 3–2-re megnyert világbajnokság selejtező mérkőzésén. 2019. augusztus 26-án jelentette be, hogy egészségügyi okok miatt visszavonul a válogatottságtól. 2023. október 16-án visszatért az Azerbajdzsán ellen 1–0-ra megnyert Európa-bajnoki selejtező mérkőzésen, a 82. percben Saša Kalajdžić cseréjeként lépett pályára, majd a 94. percben kiállították, miután megkapta a második sárga lapját is.

## Statisztika

### Klub
2024. május 12-én frissítve.
| Klub               | Szezon   | Bajnokság | Bajnokság | Kupa  | Kupa | Ligakupa | Ligakupa | Nemzetközi | Nemzetközi | Egyéb | Egyéb | Összesen | Összesen |
| Klub               | Szezon   | Meccs     | Gól       | Meccs | Gól  | Meccs    | Gól      | Meccs      | Gól        | Meccs | Gól   | Meccs    | Gól      |
| ------------------ | -------- | --------- | --------- | ----- | ---- | -------- | -------- | ---------- | ---------- | ----- | ----- | -------- | -------- |
| Kärnten            | 2006–07  | 4         | 1         | 0     | 0    | –        | –        | –          | –          | –     | –     | 4        | 1        |
| Kärnten            | 2007–08  | 29        | 1         | 0     | 0    | –        | –        | –          | –          | –     | –     | 29       | 1        |
| Kärnten            | Összesen | 33        | 2         | 0     | 0    | 0        | 0        | 0          | 0          | 0     | 0     | 33       | 2        |
| Kärnten II         | 2007–08  | 5         | 2         | –     | –    | –        | –        | –          | –          | –     | –     | 5        | 2        |
| Kärnten II         | Összesen | 5         | 2         | 0     | 0    | 0        | 0        | 0          | 0          | 0     | 0     | 5        | 2        |
| Wiener Neustadt    | 2008–09  | 26        | 7         | 4     | 1    | –        | –        | –          | –          | –     | –     | 30       | 8        |
| Wiener Neustadt    | 2009–10  | 30        | 0         | 3     | 0    | –        | –        | –          | –          | –     | –     | 33       | 0        |
| Wiener Neustadt    | 2010–11  | 25        | 5         | 1     | 0    | –        | –        | –          | –          | –     | –     | 26       | 5        |
| Wiener Neustadt    | Összesen | 81        | 12        | 8     | 1    | 0        | 0        | 0          | 0          | 0     | 0     | 89       | 13       |
| Wiener Neustadt II | 2008–09  | 1         | 0         | –     | –    | –        | –        | –          | –          | –     | –     | 1        | 0        |
| Wiener Neustadt II | Összesen | 1         | 0         | 0     | 0    | 0        | 0        | 0          | 0          | 0     | 0     | 1        | 0        |
| Rapid Wien         | 2011–12  | 23        | 7         | 2     | 0    | –        | –        | 0          | 0          | –     | –     | 25       | 7        |
| Rapid Wien         | 2012–13  | 32        | 6         | 4     | 2    | –        | –        | 8          | 0          | –     | –     | 44       | 8        |
| Rapid Wien         | 2013–14  | 30        | 11        | 1     | 0    | –        | –        | 9          | 1          | –     | –     | 40       | 12       |
| Rapid Wien         | Összesen | 85        | 24        | 7     | 2    | 0        | 0        | 17         | 1          | 0     | 0     | 109      | 27       |
| Cardiff City       | 2014–15  | 3         | 0         | 0     | 0    | 2        | 1        | –          | –          | –     | –     | 5        | 1        |
| Cardiff City       | Összesen | 3         | 0         | 0     | 0    | 2        | 1        | 0          | 0          | 0     | 0     | 5        | 1        |
| 1. FC Nürnberg     | 2014–15  | 14        | 6         | 0     | 0    | –        | –        | –          | –          | –     | –     | 14       | 6        |
| 1. FC Nürnberg     | 2015–16  | 33        | 13        | 3     | 1    | –        | –        | –          | –          | 2     | 0     | 38       | 14       |
| 1. FC Nürnberg     | 2016–17  | 16        | 14        | 2     | 0    | –        | –        | –          | –          | –     | –     | 18       | 14       |
| 1. FC Nürnberg     | Összesen | 63        | 33        | 5     | 1    | 0        | 0        | 0          | 0          | 2     | 0     | 70       | 34       |
| Schalke 04         | 2016–17  | 18        | 9         | 2     | 0    | –        | –        | 5          | 3          | –     | –     | 25       | 12       |
| Schalke 04         | 2017–18  | 32        | 11        | 5     | 2    | –        | –        | –          | –          | –     | –     | 37       | 13       |
| Schalke 04         | 2018–19  | 24        | 4         | 3     | 0    | –        | –        | 6          | 1          | –     | –     | 33       | 5        |
| Schalke 04         | 2019–20  | 21        | 0         | 3     | 2    | –        | –        | –          | –          | –     | –     | 24       | 2        |
| Schalke 04         | Összesen | 95        | 24        | 13    | 4    | 0        | 0        | 11         | 4          | 0     | 0     | 119      | 32       |
| FC St. Pauli       | 2020–21  | 22        | 11        | 0     | 0    | –        | –        | –          | –          | –     | –     | 22       | 11       |
| FC St. Pauli       | 2021–22  | 31        | 18        | 4     | 2    | –        | –        | –          | –          | –     | –     | 35       | 20       |
| FC St. Pauli       | Összesen | 53        | 29        | 4     | 2    | 0        | 0        | 0          | 0          | 0     | 0     | 57       | 31       |
| Rapid Wien         | 2022–23  | 31        | 21        | 6     | 3    | –        | –        | 6          | 1          | –     | –     | 43       | 25       |
| Rapid Wien         | 2023–24  | 20        | 7         | 4     | 1    | –        | –        | 3          | 1          | –     | –     | 27       | 9        |
| Rapid Wien         | Összesen | 51        | 28        | 10    | 4    | 0        | 0        | 9          | 2          | 0     | 0     | 70       | 34       |
| Összesen           | Összesen | 470       | 154       | 47    | 14   | 2        | 1        | 37         | 7          | 2     | 0     | 558      | 176      |

### Válogatott
| Ausztria | Ausztria        | Ausztria |
| Év       | Pályára lépések | Gólok    |
| -------- | --------------- | -------- |
| 2011     | 0               | 0        |
| 2012     | 5               | 0        |
| 2013     | 2               | 0        |
| 2014     | 0               | 0        |
| 2015     | 0               | 0        |
| 2016     | 2               | 0        |
| 2017     | 5               | 1        |
| 2018     | 9               | 0        |
| 2019     | 2               | 1        |
| 2020     | 0               | 0        |
| 2021     | 0               | 0        |
| 2022     | 0               | 0        |
| 2023     | 1               | 0        |
| 2024     | 0               | 0        |
| Összesen | 26              | 2        |

### Góljai a válogatottban
| #  | Dátum            | Helyszín                                 | Ellenfél  | Gól | Eredmény | Verseny                                      |
| -- | ---------------- | ---------------------------------------- | --------- | --- | -------- | -------------------------------------------- |
| 1. | 2017. október 6. | Ernst Happel Stadion, Bécs, Ausztria     | Szerbia   | 1–1 | 3–2      | 2018-as labdarúgó-világbajnokság selejtező   |
| 2. | 2019. június 7.  | Wörthersee Stadion, Klagenfurt, Ausztria | Szlovénia | 1–0 | 1–0      | 2020-as labdarúgó-Európa-bajnokság selejtező |

## Sikerei, díjai
- Wiener Neustadt
  - Osztrák másodosztály: 2008–09

### Egyéni
- Az Osztrák Bundesliga gólkirálya: 2022–23